# Andriej Fied´kow
Andriej Jurjewicz Fied´kow (ros. Андрей Юрьевич Федьков; ur. 4 lipca 1971 w Rostowie nad Donem, Rosyjska FSRR) – rosyjski piłkarz, grający na pozycji napastnika, były reprezentant Rosji, trener piłkarski.

## Kariera piłkarska

### Kariera klubowa
Wychowanek Internatu Sportowego w Rostowie nad Donem. W 1988 rozpoczął karierę piłkarską w miejscowym klubie Rostsielmasz Rostów nad Donem. Następnie odbywał służbę wojskową w SKA Rostów nad Donem, skąd przeszedł do Spartaka Moskwa, ale nie rozegrał żadnego meczu i w 1992 powrócił do Rostsielmaszu. Na początku 2003 wyjechał do Ukrainy, gdzie kolejne 5 lat bronił barw klubów Kremiń Krzemieńczuk, CSKA-Borysfen Kijów i Szachtar Donieck, po czym latem 1997 przeszedł do Bałtiki Kaliningrad. W 2000 został piłkarzem Sokołu Saratów, w którym rozegrał 129 meczów. W 2004 przeniósł się do Tereku Grozny. W sezonie 2006 występował w SKA Rostów, ale potem powrócił do Tereku. We wrześniu 2008 postanowił zakończyć karierę piłkarską w zespole Szeksna Czerepowiec.

### Kariera reprezentacyjna
25 kwietnia 2001 zadebiutował w reprezentacji Rosji w spotkaniu towarzyskim z Jugosławią wygranym 1:0. Łącznie rozegrał 2 gry reprezentacyjne.

## Sukcesy i odznaczenia

### Sukcesy klubowe
- zdobywca Pucharu Rosji: 2004
- mistrz Pierwszej Ligi Rosji: 2000, 2004
- wicemistrz Pierwszej Ligi Rosji: 2007
- finalista Superpucharu Rosji: 2005

### Sukcesy indywidualne
- król strzelców Pierwszej Ligi Rosji: 2000, 2004
- najlepszy piłkarz Pierwszej Ligi Rosji: 2000, 2004
- członek Klubu 100: 104 goli